# إسير بي تاتش E130
أسير بي تاتش E130 (بالإنجليزية: Acer beTouch E130) هو هاتف ذكي من إيسر يعمل بنظام أندرويد، تم طرحه في الأسواق في أغسطس 2010.

## الخصائص
- نظام التشغيل: أندرويد
- الكاميرا الأمامية: 3.2 ميجابكسل
- الشاشة: شاشة لمس إل سي دي
- المعالج: 416 ميجا هرتز
- الذاكرة: 512/25 ميجابايت رام